# Chillador
El chillador és un instrument musical de la família dels cordòfons de corda pinçada. És una varietat morfològica del charango.

## Organologia
Consta de quatre o cinc ordres amb cordes de metall (de vuit a dotze). El perímetre de la taula harmònica és en forma de vuit i la superfície és plana. Té una obertura acústica circular. El riscle pot ser paral·lel o inclinat. El fons i el claviller són plans. El diapasó està sobreposat a la taula harmònica i conté 15 o 16 trasts fixos. El pont té sistema de lligat. És construït amb: 
- Pi o conífera per a la taula harmònica
- Noguera o caoba per al cos; en alguns casos closca de quirquincho
- Caoba, eucaliptus o cedre per al mànec i el cap
- Caoba per als riscles i diapasó

La decoració es fa amb marqueteria i pot tenir caoba i peces d'os incrustades en pasta.

## Afinacions i temperaments
Les afinacions (de dreta a esquerra del mànec) varien segons la zona geogràfica i els ordres o tipologia del chillador.
- Temple Diablo o Sirena: B4, E5, B4, G5, D5 (tonalitat de E menor). Per a chillador de Puno i Cusco de cinc ordres amb tres cordes melòdiques dobles i dues de triples en disposició 2, 3, 2, 3, 2.
- Temple Corazón: B4, E5, B4, G5/4/5, D5. Cinc ordres en disposició 2, 3, 2, 3, 2 (alçada variable). A les comunitats Aymara de l'altiplà de Puno.
- Temple de Capachica: G#5, D#5, B, F#5, C#5. Per a Charango Khirki o Quirquincho de Capachica. Cinc ordres en disposició 3, 1, 3, 2, 1 (alçada variable). A les comunitats de Capachica.
- Temple Caneño: G5, D5, Bb4, F5/4/5 (alçada variable). Per a Chillador Caneño. A comunitats de províncies "altes" de Cusco.
- Temple Sirena o Temple de Kashua: G5, G5, G5/4/5, Eb5, Bb4 (C menor o alçada variable). Per a Chillador de Kashua de Canas. Cinc ordres en disposició 3,2,3,2,2. Per a les comunitats de la regió de Canas, Cusco.
- Temple Bandurria: B4, E5, B4, G5/4/5, D5/4/5 (tonalitat de E menor, variable). Per a Charangos i Chilladores cusqueños. Cinc ordres en disposició 3,3,3,3,3. A les comunitats de Canchis y Quispicanchis, Cusco.

## Marc històric i geogràfic
El terme chillador fa referència al so que projecta el rasgueig de les cordes en l'acompanyament. Aquesta denominació de l'instrument s'empra a la zona de l'altiplà del Collao, a la zona sud dels Andes, que va al Perú des de Canas (Cusco), d'ètnia quítxua, fins a la Regió de Puno, d'ètnia aymara, arribant també a algunes parts de Bolívia. Segons Carlos Vega aquest instrument procedeix de la regió de Tacna, i ha tingut una funció principalment festiva, integrant-se assíduament en conjunts tradicionals. A mitjan segle XX començà també a formar part de l'expressió socio-cultural mestissa i urbana, com és el cas de les estudiantinas i altres grups instrumentals mixtes.

## Lutiers
- Bueno. Cuzco, Perú. (ca. 1960)
- Eusebio Chicata, Ayaviri (Melgar,Puno), Perú.
- Timoteo Abarca. Arequipa, Perú. (ca. 1960)